# Eupithecia melaleucata
Eupithecia melaleucata är en fjärilsart som beskrevs av Max Joseph Bastelberger 1908. Eupithecia melaleucata ingår i släktet Eupithecia och familjen mätare. Inga underarter finns listade i Catalogue of Life.